# Kasteel van Fontaine-Française
Het Kasteel van Fontaine-Française (Frans: Château de Fontaine-Française) is een kasteel in de Franse gemeente Fontaine-Française. Het kasteel is een beschermd historisch monument sinds 1945.